# Aleksiej Taranow
Aleksiej Andriejewicz Taranow (ros. Алексей Андреевич Таранов, ur. 8 sierpnia 1946 w Biełogorce w obwodzie rostowskim) – radziecki lekkoatleta, średniodystansowiec.
Zwyciężył w sztafecie 4 × 4 okrążenia na halowych mistrzostwach Europy w 1971 w Sofii (w składzie: Walentin Taratynow, Stanisław Mieszczerskich, Taranow i Wiktor Siemiaszkin). Na kolejnych halowych mistrzostwach Europy w 1972 w Grenoble zdobył srebrny medal w tej konkurencji (sztafeta radziecka biegła w składzie: Taranow, Taratynow, Iwan Iwanow i Mieszczerskich).
Był wicemistrzem ZSRR w sztafecie 4 × 400 metrów w 1974 oraz brązowym medalistą w tej konkurencji w 1970 i w biegu na 800 metrów w 1971.
Rekordy życiowe:
- bieg na 400 metrów – 47,3 (1970)
- bieg na 800 metrów – 1:47,3 (1970)
- bieg na 400 metrów przez płotki – 52,2 (1970)